# Frontera entre Costa Rica y Panamá
La frontera entre Costa Rica y Panamá es un límite internacional continuo de 330 kilómetros de longitud que separa a Costa Rica y a Panamá. La frontera en su estado actual está demarcada por el Tratado Echandi-Fernández de 1941.

## Historia

### Eluti possidetis iurisde 1810

Reclamaciones de frontera hechas por Colombia, Costa Rica y la República Federal de Centroamérica, según el uti possidetis iuris de 1810.

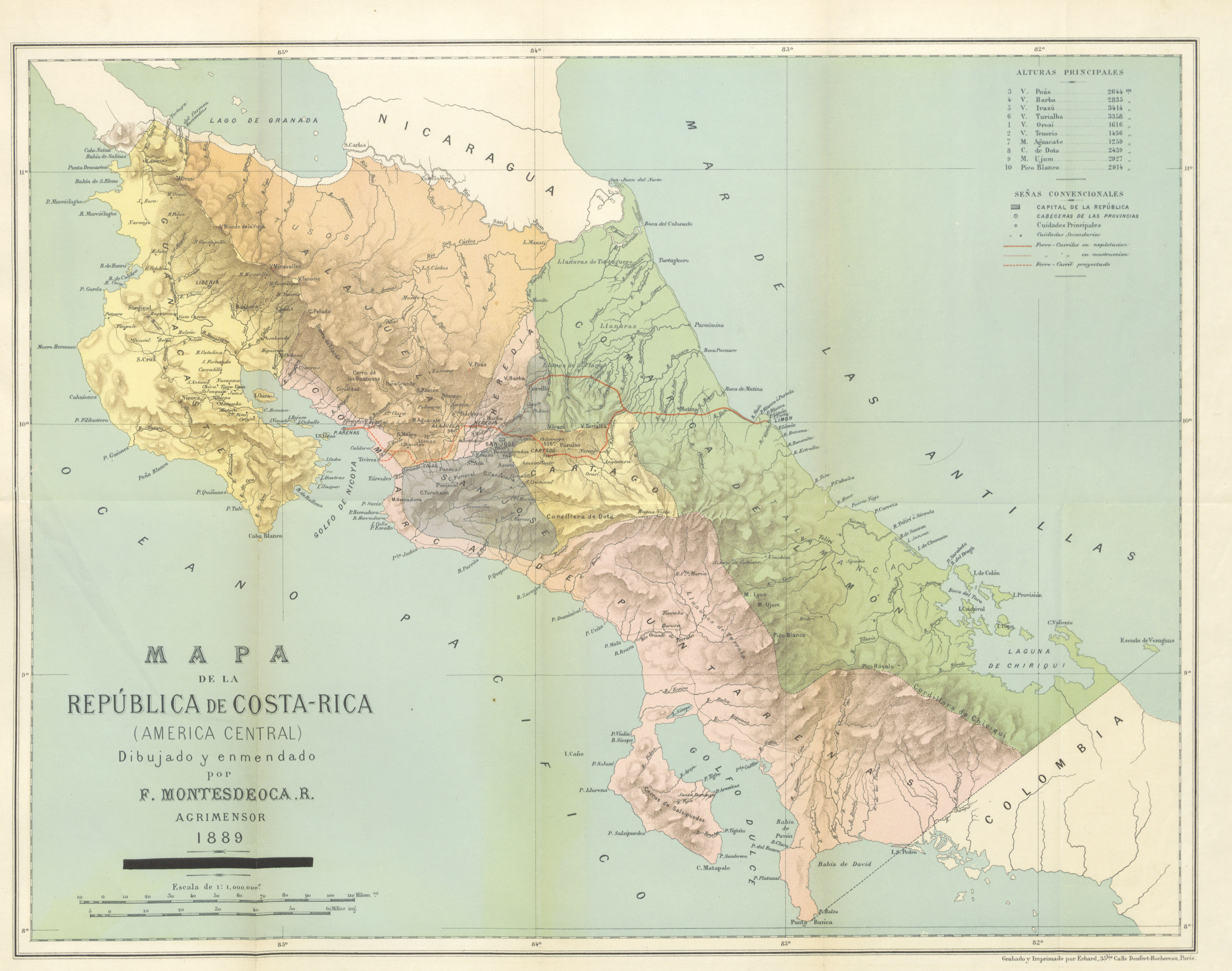
Mapa de Costa Rica en 1889, que incorpora como parte de su territorio las Bocas del Toro.

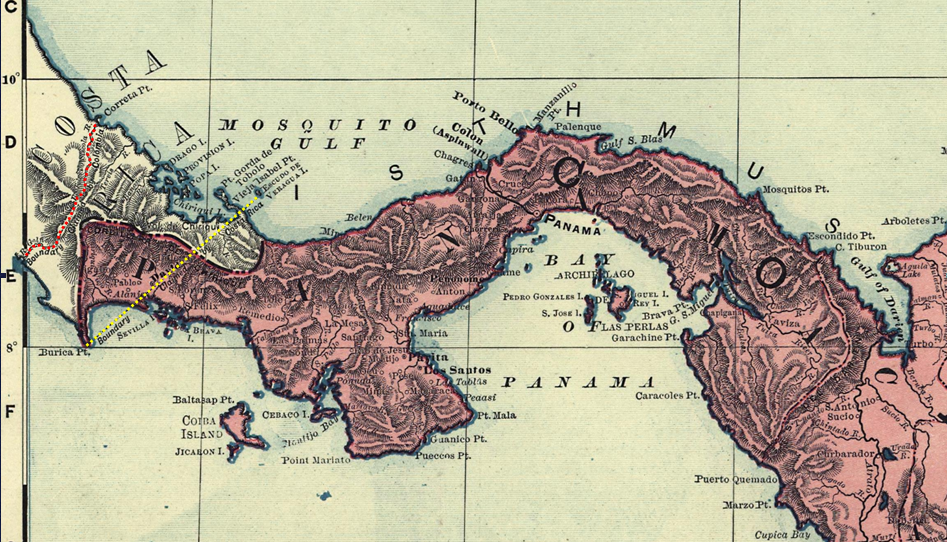
Detalle de Panamá en 1898, y la frontera entre Panamá y Costa Rica (con sus reclamaciones resaltadas).

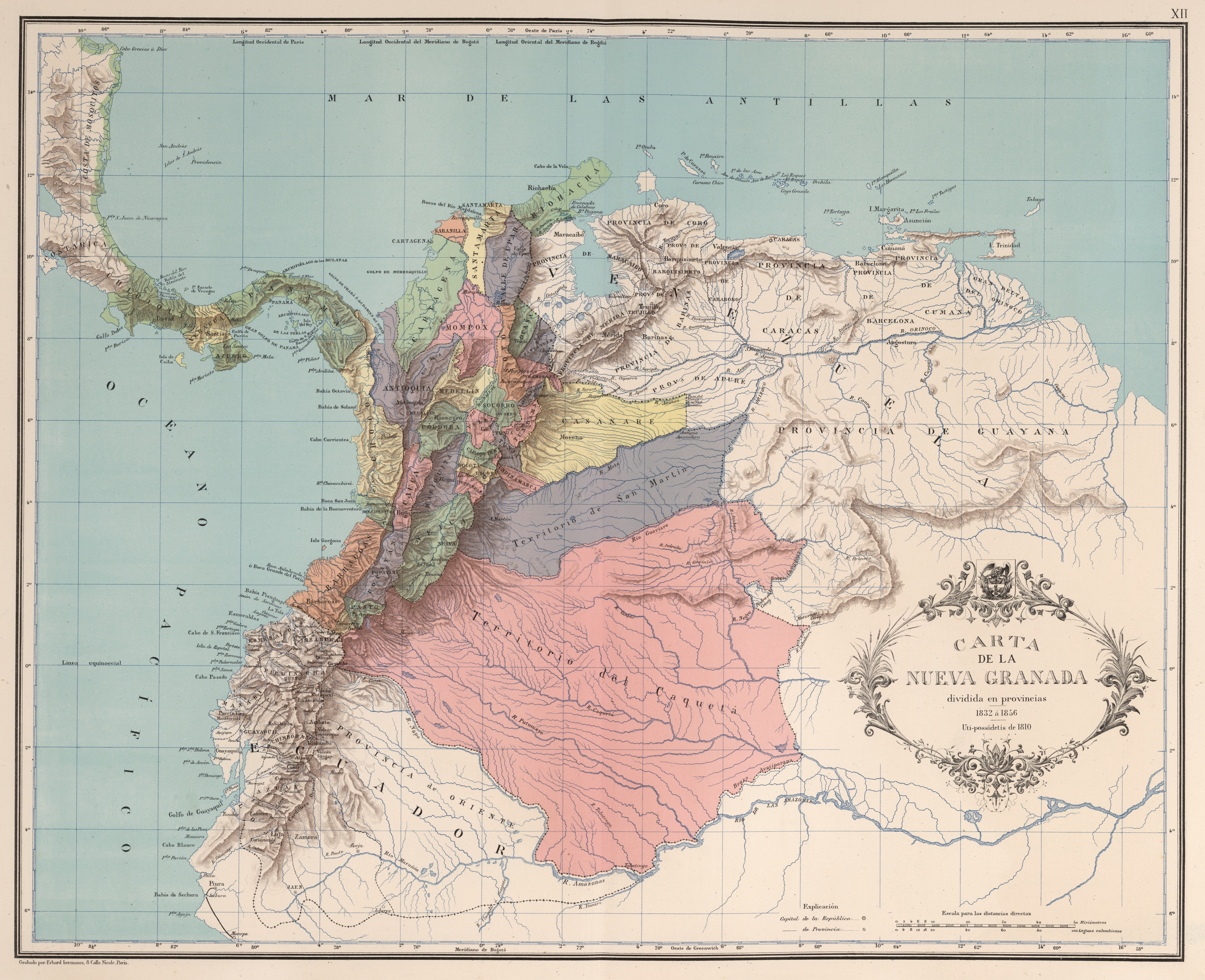
Mapa de la República de la Nueva Granada en 1851, que incluye la Costa de Mosquitos.

La historia fronteriza entre Costa Rica y Panamá comenzó en 1573, cuando el rey Felipe II de España suscribió un contrato con el capitán Diego de Artieda para delimitar la entonces provincia de Costa Rica. En dicho contrato se estableció que dicha provincia se extendía "por el Pacífico, desde los Chomes y confines de Nicoya, derecho a las bocas del Desaguadero (río San Juan), todo lo que corre la tierra a la provincia de Veraguas". Sin embargo los límites entre Veraguas y Costa Rica nunca fueron establecidos claramente (aun cuando se constituyó más tarde la Capitanía General de Guatemala y la Real Audiencia de Panamá fue trasladada al Virreinato del Perú), siendo estos ajustados a conveniencia de los dirigentes de las provincias.
La disputa limítrofe en tanto inició en las postrimerías de las independencias hispanoamericana en el siglo XIX; en aquella época Costa Rica pertenecía a la República Federal de Centro América, en tanto Panamá a la Gran Colombia. Por medio del principio del uti possidetis iuris, aplicado por casi todas las repúblicas hispanoamericanas en la resolución de conflictos fronterizos, la Gran Colombia reclamaba para sí con base en una real cédula del 20 de noviembre de 1803, en el Atlántico la Costa de Mosquitos desde el río Culebras -o Doraces- hasta el cabo Gracias a Dios (incluyendo por tanto la actual costa caribeña de Costa Rica), y en el Pacífico el golfo Dulce, en tanto la República Federal de Centro América con base en una real cédula del 1 de diciembre de 1573 reclamaba como límite una línea que partía de la isla Escudo de Veraguas en el Atlántico y terminaba en la desembocadura del río Chiriquí Viejo en el Pacífico. Por su parte Costa Rica, en su constitución estadal de 1825, declaró que su territorio se extendía norte-sur de "uno a otro mar, siendo sus límites en el del norte la boca del río San Juan y el Escudo de Veraguas, y en el del sur la desembocadura del río Alvarado y la del Chiriquí".
Para zanjar esta cuestión, en 1825 ambas repúblicas firmaron el Tratado Gual-Molina por el cual, mientras no se precisara oficialmente ni se arreglara lo contrario, las dos naciones respetarían el statu quo en la posesión y administración de sus territorios en la zona disputada. Con ello se daba a entender que Centroamérica ocuparía el territorio que antes correspondía a la Capitanía General de Guatemala, mientras la Gran Colombia el territorio del antes Virreinato de Nueva Granada.
Una vez que la Gran Colombia se desintegró, surgieron las discrepancias limítrofes entre la República de la Nueva Granada (que sucedió como país fronterizo a la Gran Colombia) y República Federal de Centro América. En esos años la frontera que Centroamérica reclamaba como suya iba desde el río San Juan hasta la isla Escudo de Veraguas en el Caribe, mientras en el Pacífico reivindicaba una línea recta que empezaba en Escudo de Veraguas y terminaba en la punta Burica. La Nueva Granada, en tanto, reclamaba como suyos los territorios de Bocas del Toro, la Costa de Mosquitos y todo el litoral costero hasta el cabo Gracias a Dios, en el Atlántico; en el Pacífico reclamaba las tierras hasta el río Golfito.

### sigloXIX

Frontera según el Tratado Carrillo-Obarrio (1841).

Frontera según el Tratado Calvo-Herrán (1856).

El 30 de mayo de 1836 Centroamérica, temiendo la creciente influencia inglesa en el protectorado de la Nación Misquita, proclamó que el archipiélago de Bocas del Toro estaba bajo su jurisdicción y envió como emisario al explorador Juan Galindo para que tomara posesión de las islas con el nombre de "distrito de Morazán". La Nueva Granada, tras enterarse del hecho, mandó una fuerza armada liderada por el español Ildefonso de Paredes la cual ocupó la región de Bocas del Toro el 18 de diciembre de ese año y expulsó de allí a las autoridades de la República Federal de Centro América. Para reafirmar su soberanía en la zona la Nueva Granada creó el cantón de Bocas del Toro en 1837 (que adquirió la categoría de territorio nacional en 1843), en tanto Costa Rica pidió ayuda a los demás estados centroamericanos para recuperar la región, pero estos no pudieron otorgársela por encontrarse en medio de una intensa inestabilidad política. Este hecho se convirtió en uno de los motivos de la separación de Costa Rica de la federación centroamericana un año después.
Tras la independencia del Estado Libre de Costa Rica de la República Centroamericana en 1838 y del Estado del Istmo de la Nueva Granada en 1840, ambos gobiernos se plantearon solucionar sus diferencias limítrofes. De esta manera el 22 de septiembre de 1841 se firmó el Tratado Carrillo-Obarrio, en el cual Costa Rica reconocía al Estado del Istmo como una nación independiente de la República de la Nueva Granada, en tanto tenía el derecho de reclamar Bocas del Toro y fijar la frontera de ambos países en una línea entre la isla Escudo de Veraguas y la desembocadura del río Chiriquí Viejo. Si bien Panamá aprobó prontamente el tratado, Costa Rica demoró un año más en sancionarlo, sin embargo como el Istmo había sido reincorporado en 1842, este quedó anulado.
En 1856 se hizo el primer intento oficial de resolver la cuestión de límites entre Costa Rica y la Nueva Granada. El 11 de junio de ese año se celebró el Tratado Calvo-Herrán, el cual confirmaba el statu quo de 1836 y establecía como frontera por la vertiente del Pacífico la punta Burica y por el Atlántico el río Doraces, renunciando Costa Rica a su reclamación de la línea Chiriquí Viejo-Escudo de Veraguas y la Nueva Granada a su reclamación sobre la Costa de Mosquitos y el río Golfito. Sin embargo el acuerdo no fue ratificado por la imposibilidad de determinar el verdadero curso del Doraces.

Frontera según el Tratado Castro-Valenzuela (1865).

Frontera según el Tratado Montúfar-Correoso (1873).

En 1865 se realizó otro acuerdo, esta vez entre los Estados Unidos de Colombia (sucesor de la Nueva Granada) y la República de Costa Rica. Luego de tres sesiones, el 30 de marzo del mencionado año se llegó a la firma del Tratado Castro-Valenzuela, que en términos generales definía la frontera desde punta Burica en el Pacífico hasta la desembocadura del río Cañaveral en el golfo de los Mosquitos, pasando por la cresta de la Serranía de Tabasará. El tratado fue rechazado por la opinión pública en ambos países, pues en Costa Rica se consideraba como un intento de anexión por parte de Colombia, en tanto en este último se veía como un desprendimiento de territorios históricos a cambio que en Costa Rica se adoptaran principios afines a la constitución de 1863.
Luego varias actuaciones de autoridades colombianas ocurridas en mayo de 1870 en la región del golfo Dulce y los ríos Sixaola y Changuinola, zonas que Costa Rica consideraba como parte de su territorio, se realizaron algunos intercambios de notas de protestas entre el gobierno de ese país y el del Estado Soberano de Panamá pidiendo el respeto al statu quo y el retiro de las autoridades de una u otra nación. Tras esto se envió un comunicado entre el gobierno costarricense y el colombiano con el fin de realizar un acuerdo definitivo de límites entre ambos países y evitar confrontaciones como la antes mencionada. Como resultado de estas negociaciones se firmó el 18 de abril de 1873 el Tratado Montúfar-Correoso, que delimitaba los territorios entre punta Burica, la Serranía de Tabasará y la bahía del Almirante, y que no fue ratificado por ninguno de los dos gobiernos.
Debido a la fuerte inestabilidad política que se venía presentando en la región y a la poca eficiencia para delimitar la frontera común, Colombia y Costa Rica firmaron los convenios Castro-Quijano en 1880, Fernández-Holguín en 1886 y Esquivel-Holguín en 1896 con el fin de establecer el mecanismo conveniente para demarcar la línea limítrofe. En la Convención Castro-Quijano de 1880 se escogió como método definitivo el arbitraje de un tercero, el cual podría ser el Jefe de Estado de Bélgica, España o Argentina; en la Convención Fernández-Holguín de 1886 se escogió al monarca español como mediador. La corona española aceptó el arbitraje, pero la muerte de Alfonso XII en 1885 y la participación del gobierno español en un dictamen similar entre Colombia y Venezuela hizo surgir en la misión colombiana algunas dudas sobre si se continuaba el proceso. Colombia estimó que no podía concretarse el arbitraje y el gobierno español se consideró entonces desligado del compromiso.
En 1896 Colombia y Costa Rica firmaron la Convención Esquivel-Holguín en la cual nombraron como árbitro al presidente de Francia. Como abogado de Colombia actuó don Francisco Silvela y como abogado de Costa Rica don Manuel María de Peralta y Alfaro. Por muerte del presidente Félix Faure, la función arbitral recayó en su sucesor, Émile Loubet.

### sigloXX

Frontera según el Fallo Loubet (1900).

Frontera según el Tratado Pacheco-de la Guardia (1905).

El 11 de septiembre de 1900 el presidente francés dictaminó el Fallo Loubet, que definía como frontera el territorio comprendido entre punta Mona, los ríos Sixaola y Tarire, la Cordillera de Talamanca, las estribaciones que separan las aguas que van al golfo Dulce y al río Chiriquí Viejo y punta Burica, y que ratificaba la soberanía colombiana sobre el archipiélago de San Andrés y Providencia y de la isla de Malpelo. La línea de Loubet no satisfizo las pretensiones de ninguna de las dos partes y al parecer había sido formulada con el ánimo de llegar a una solución intermedia entre ambas, si bien ese no había sido el objeto del arbitraje. Además, en la vertiente del Caribe la línea era muy imprecisa, y según como se interpretase, podía incluso llevar a una eventual nulidad del fallo por estar viciado de ultra petita, pues identificaba los ríos Tarire y Sixaola como uno solo, cuando en la realidad este último está formado por la unión del Tarire con el Yorkín, y al referirse en su texto al valle de este río (el cual se corresponde con el actual cantón de Talamanca en Costa Rica) abarcaría un territorio que Colombia no pedía.
Debido a que en aquel momento Colombia sufría la Guerra de los Mil Días, que dejó en la ruina al país, no fue posible sino hasta 1901 que los gobiernos de ambos países entraran en comunicación para la ejecución del laudo, labor que no pudo ser realizada pues a causa de la guerra civil surgieron de nuevo los ánimos separatistas del departamento de Panamá, logrando su total separación de Colombia el 3 de noviembre de 1903.
Una vez reconocidas Panamá y Costa Rica mutuamente como fronterizas, en 1905 firmaron el 6 de marzo de ese año el Tratado Pacheco-de la Guardia, que planteaba como solución una línea intermedia entre las pretensiones de ambos países, pero que fue rechazado por el ejecutivo costarricense. Como el problema se mantuvo sin solución, en el año de 1910 los gobiernos de ambas naciones firmaron la Convención Anderson-Porras mediante la cual aceptaron la frontera trazada por el Fallo Loubet en la vertiente del Pacífico (línea Anderson-Porras) y acordaron someter la interpretación de la delimitación en la vertiente del Caribe al arbitraje del presidente de la Corte Suprema de Justicia de los Estados Unidos. Este resolvió el asunto en 1914 mediante el Fallo White, que definía en gran parte la frontera en su parte norte y el cual fue objetado por Panamá por considerar que perdía territorios alrededor del río Sixaola.

Frontera según el Fallo White (1914).

Frontera según el Tratado Echandi-Fernández (1941).

Tras la promulgación del Fallo White, Costa Rica decidió ejecutar las disposiciones de la sentencia arbitral ocupando la región de Coto. Esta acción causó molestia en Panamá que produjo primero el rompimiento de las relaciones diplomáticas entre ambos países y luego dio inicio el 21 de febrero de 1921 a la guerra tico-panameña conocida como Guerra de Coto. En 1928 se suscribió el Protocolo Castro-Guizado, que fue rechazado tanto por la opinión pública costarricense como la panameña. En 1938 fue firmado el Tratado Zúñiga-de la Espriella que en su mayor parte definía una frontera similar a la actual, pero dejaba en duda el trazado sobre la vertiente Caribe, en particular la región cercana al río Sixaloa.
Finalmente el 2 de mayo de 1941 se logró firmar el Tratado Echandi-Fernández, que demarcó definitivamente la frontera entre Costa Rica y Panamá. Este acuerdo adoptó para la vertiente del Océano Pacífico, desde punta Burica hasta cerro Pando, la frontera definida por el Fallo Loubet de 1900 (línea Anderson-Porras), y para la vertiente del Caribe, desde cerro Pando hasta la desembocadura del río Sixaola, parte de la línea fijada en el Fallo White de 1914.

## Descripción de la frontera

### Terrestre

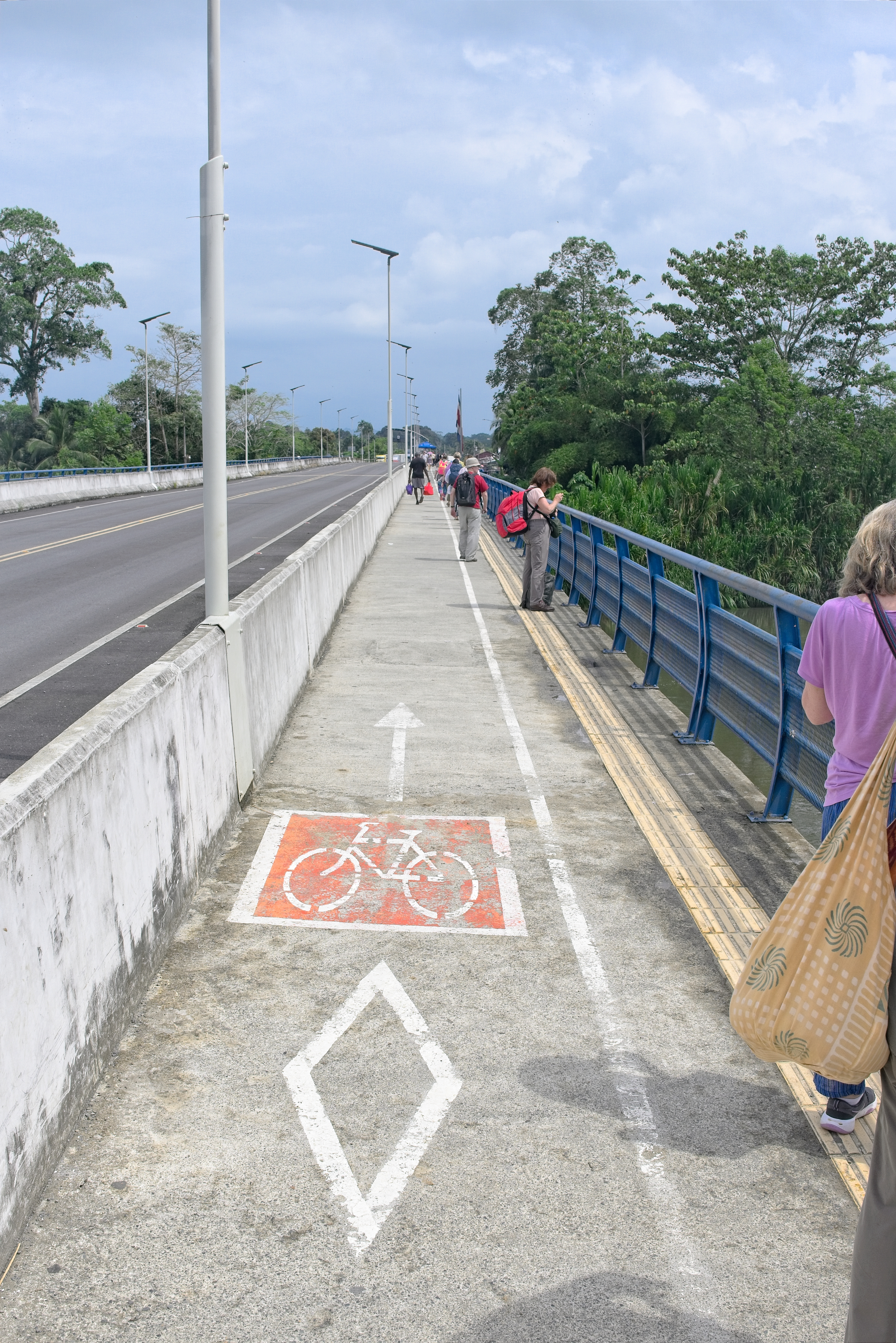
Nuevo puente sobre el río Sixaola, paso fronterizo entre Panamá y Costa Rica.

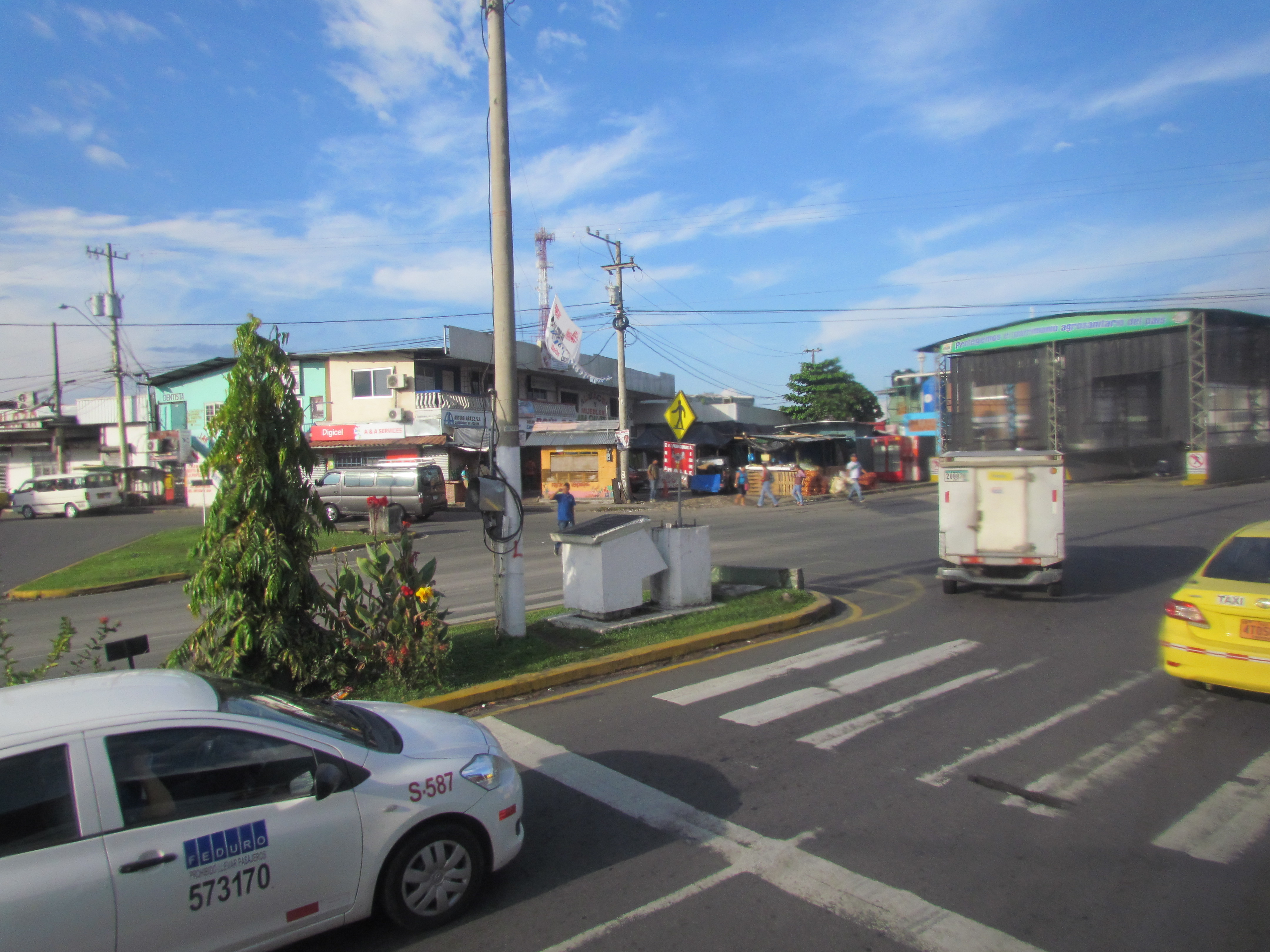
Paso Canoas, localidad fronteriza entre Panamá y Costa Rica, visto desde el lado panameño.

La frontera entre ambos países consiste en un largo y quebradizo trecho que discurre entre tres zonas: la costa costera del Pacífico, la Cordillera Centroamericana y la zona costera del Caribe. Mediante el Tratado Echandi-Fernández de 1941 fue demarcada la frontera actual, definida por los siguientes puntos:

- Inicia en la boca del río Sixaola en el mar Caribe, siguiendo por la vaguada de este río hasta su afluencia en el río Yorkín.
- Desde ahí continua río arriba por la parte baja del valle del río hasta llegar al paralelo en la longitud 9° 30' norte.
- Luego continúa en línea recta hacia el meridiano en la longitud 82° 56' 10" oeste.
- A partir de allí continua al sur, a lo largo de este meridiano, hasta la cumbre de la Cordillera de Talamanca, que separa las aguas del Caribe de las aguas del Pacífico.
- Sigue esta cordillera hasta cerro Pando, donde se encuentra con la estribación que divide las aguas de los tributarios del golfo Dulce y la bahía de Charco Azul.
- De aquí sigue la estribación hasta llegar al final de punta Burica en el Océano Pacífico.

### Marítima
Las fronteras marítimas en ambos océanos se delimitaron por medio del tratado firmado el 2 de febrero de 1980 a través de los ministros de relaciones exteriores de Costa Rica, Rafael Ángel Calderón Fournier, y de Panamá, Carlos Ozores Typaldos. El acuerdo delimita la parte correspondiente al mar Caribe como sigue:

- La línea media en la que todos los puntos son equidistantes de los puntos más cercanos a las líneas de base, desde donde cada nación mide la anchura de su mar territorial, comenzando desde el punto en el que la frontera terrestre toca el mar en la desembocadura del río Sixaola (09°34′16″N 82°34′00″O / 9.57111, -82.56667) hasta el punto situado a 10°49′00″N 81°26′08″O / 10.81667, -81.43556, donde los límites de Costa Rica, Colombia y Panamá se intersecan.

La delimitación correspondiente al océano Pacífico es:

- La línea media en la que todos los puntos son equidistantes de los puntos más cercanos a las líneas de base, desde donde cada nación mide la anchura de su mar territorial, comenzando desde el punto en el que la frontera terrestre toca el mar en la punta Burica hasta el punto situado a 05°00′00″N 84°19′00″O / 5.00000, -84.31667, donde los límites de Costa Rica, Colombia y Panamá se intersecan.

## Ciudades fronterizas
Costa Rica:
- Puerto Viejo de Talamanca, Sixaola, Bribri, Bratsi, Sabalito, San Vito, Agua Buena, Ciudad Neily, La Cuesta, Puerto González.

 Panamá:
- Changuinola, Guabito, Las Tablas, Elena, Río Sereno, Monte Lirio, Cañas Gordas, Breñón, Progreso, Puerto Armuelles, Limones.

 Binacional:
- Paso Canoas

## Ríos fronterizos
Los principales ríos que cruzan o forman parte de la frontera son:
- Río Sixaola
- Río Yorkín